# Médaille du Courage (Israël)
Pour les articles homonymes, voir Médaille du Courage.
La médaille du Courage (hébreu : עיטור העוז) est l'une des décorations militaires israéliennes.

## Historique
La médaille a été créée en 1970 (et a été accordée rétroactivement) par la Knesset.
La médaille est décernée pour actes de courage au péril de sa vie au cours de missions ou au combat.

## Conception
La médaille a été conçue par Dan Reisinger (en), sur la face, il y a six épées croisées et entre elles une branche d'olivier. Le revers est uni.
La médaille est attachée à un ruban rouge symbolisant le feu et le sang dans la bataille.
La médaille est frappée par l'entreprise des monnaies et médailles du gouvernement d'Israël, elle est fabriquée à partir de 25 grammes d'argent et le fermoir est en métal chromé.